# 集寶

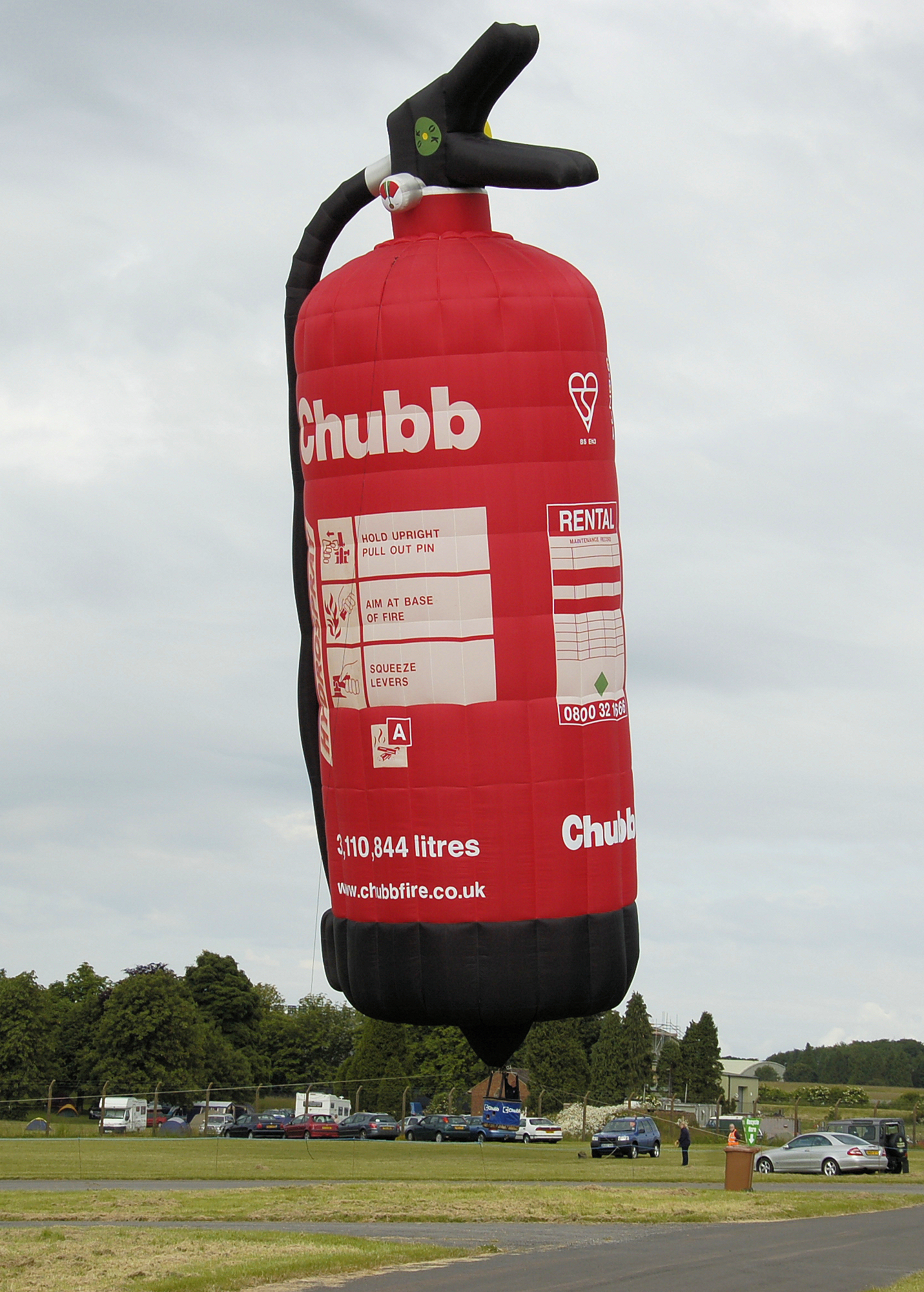
集寶CHUBB宣傳品氫氣球

集寶（英語：Chubb），是一家英國老字號保全系統生產商，由鎖匙膽起家。創立於1818年，之後生產的保險箱、保安、防火、防盜系統等。Chubb是一家跨國公司，在120個國家地方有分支機構和工廠。員工約3萬人。
由2003年起，集寶CHUBB成為聯合技術公司的子公司。
2020年，因联合技术公司与雷神公司合并，集寶随开利被剥离。
2022年1月3日，开利将集宝以31亿美元出售给APi集团。